# 西村誠芳
西村 誠芳（にしむら のぶよし、1963年2月18日 - ）は、日本のゲームクリエイター、元アニメーター。アニメーター時代にはスタジオダブに所属していた。
1980年代にはサンライズ作品に頻繁に参加。元アニメアールの逢坂浩司と仕事を共にすることが多く、またダブ繋がりでは佐久間信一や榎本勝紀との関連が多かった。
1990年代には『平成ガンダム4部作』の作画の支柱となり、過酷なスケジュールの中で後のガンダムの礎を築いた。特に『新機動戦記ガンダムW』や『機動新世紀ガンダムX』ではほぼ全話の作画監督を務め、『ガンダムX』ではキャラクターデザインも担当。自身の代表作となった。
後にアニメーター業を引退し、コナミコンピュータエンタテインメントジャパン → コナミデジタルエンタテインメントにてCG制作に携わっている。

## 参加作品

### テレビアニメ
- 超攻速ガルビオン 1984年（動画）
- ダーティペア 1985年（原画）
- 忍者戦士飛影 1985年 - 1986年（原画）
- 機動戦士ガンダムΖΖ 1986年 - 1987年（原画） - スタジオダブ表記
- 蒼き流星SPTレイズナー 1987年 - 1988年（原画）
- ミスター味っ子 1987年 - 1989年（原画）
- きまぐれオレンジ☆ロード 1987年 - 1988年（動画）
- シティーハンターシリーズ 1987年 - 1991年、1997年（原画）
  - シティーハンター
  - シティーハンター2
  - シティーハンター'91
  - グッド・バイ・マイ・スイート・ハート
- 機動警察パトレイバー 1988年 - 1989年（作画監督、原画）
- 機甲警察メタルジャック 1991年（原画）
- 絶対無敵ライジンオー 1991年 - 1992年（OP・ED作画、作画監督、原画）
- ママは小学4年生 1992年（作画監督、OP原画）
- 元気爆発ガンバルガー 1992年 - 1993年（作画監督・原画）
- 熱血最強ゴウザウラー 1993年 - 1994年（作画監督）
- 平成ガンダム4部作
  - 機動戦士Vガンダム 1993年 - 1994年（作画監督）
  - 機動武闘伝Gガンダム 1994年 - 1995年（作画監督）
  - 新機動戦記ガンダムW 1995年 - 1996年（作画監督）
  - 機動新世紀ガンダムX 1996年（キャラクターデザイン、作画監督）
- 覇王大系リューナイト 1994年 - 1995年（作画監督）
- 勇者王ガオガイガー 1997年 - 1998年（原画）
- 七つの魔剣が支配する 2023年（OPアクション作画監督）

### 劇場アニメ
- シティーハンター 愛と宿命のマグナム 1989年（原画）
- 機動戦士SDガンダムの逆襲・SD戦国伝 暴終空城の章 1989年（キャラクターデザイン、作画監督）
- シティーハンター 百万ドルの陰謀 1990年（原画）
- 機動戦士ガンダムF91 1991年（原画）

### OVA
- DEAD HEAT 1987年（原画）
- 装甲騎兵ボトムズシリーズ 1986年、1988年（原画）
  - ビッグバトル
  - レッドショルダードキュメント 野望のルーツ
- 機甲界ガリアン 鉄の紋章 1986年（原画）
- 機甲猟兵メロウリンク 1988年 - 1989年（原画、メカ作監） - メカ作監ではスタジオダブ表記
- クラッシャージョウ（原画）
  - 氷結監獄の罠 1989年
  - 最終兵器アッシュ 1989年
- 機動戦士ガンダム0083 STARDUST MEMORY 1990年（原画）
- 覇王大系リューナイト・アデューレジェンド 1994年 - 1995年（作画監督）

### ゲーム
- メタルギアソリッド（1998年、モーション[1]）
- ZONE OF THE ENDERS Z.O.E（2001年、キャラクターデザイン）
  - ANUBIS ZONE OF THE ENDERS（2003年、キャラクターデザイン）
- ボクらの太陽（2003年）
  - 続・ボクらの太陽 太陽少年ジャンゴ（2004年）
  - 新・ボクらの太陽 逆襲のサバタ（2005年）
  - ボクらの太陽 Django&Sabata（2006年）